# Lista de celebridades escoteiras
Esta página contém uma lista de escoteiros.

## Personalidades de língua Portuguesa
- Adriana Birolli - Atriz[1]
- Afonso Pena Júnior - ex-ministro da Justiça - membro da Academia Brasileira de Letras [carece de fontes?]
- Aldo Chiorato - Martir da Revolução Paulista de 32 [carece de fontes?]
- Agnaldo Timóteo - Cantor [carece de fontes?]
- Álvaro Dias - ex-governador do Paraná [2]
- António Homem Gouveia, secretário-geral da UCCLA - União das Cidades Capitais de Língua Portuguesa, ex-comandante do navio-escola Sagres [carece de fontes?]
- António Ribeiro, Cardeal Patriarca [carece de fontes?]
- Arthur Vianna - publicitário e escritor
- Benjamim Sodré - Almirante da Marinha do Brasil, futebolista de Botafogo e América-RJ além de jogar pela Seleção Brasileira de futebol, .[3]
- Caio Vianna Martins,  Escoteiro Símbolo do Brasil - Após um acidente de trem, recusou ser atendido pelo socorro enquanto outros, aparentemente em estado mais grave, não tivessem sido retirados do local dizendo a frase "Há muitos feridos. Um escoteiro caminha com as próprias pernas". Faleceu horas mais tarde, aos 15 anos de idade, devido ao rompimento de vísceras e um grave derrame interno.[4]
- D. Ximenes Belo, bispo de Díli, Timor-Leste e Prémio Nobel da Paz
- Carvalho Rodrigues, professor universitário, cientista ("pai" do PoSat, o primeiro satélite português)
- Ciro Gomes - ex-ministro da Economia e governador do Ceará [carece de fontes?]
- Dalton Trevisan - escritor [carece de fontes?]
- Edu K - músico, produtor musical [5]
- Felipe Vieira Dias - DeMolay, Ativista na luta contra o câncer.
- Fernando Sabino - escritor, cronista.[6]
- Flávio Arns - Político Brasileiro[carece de fontes?]
- Frei Betto - escritor [2]
- Gehad Hajar - pesquisador e produtor cultural.[7]
- Geraldo Alckmin - político, ex-governador de São Paulo [8]
- Gilberto Dimenstein - jornalista [8]
- Guido Mondin - Político, ex-Ministro de Estado e pintor [8]
- Dom Hélder Câmara - Acerbispo de Olinda e Recife.Membro do Conselho da União dos Escoteiros do Brasil em 1996[9]
- Humberto Costa - Secretario das Cidades de Pernambuco e Ex-ministro da Saúde do Governo Luiz Inácio Lula da Silva.[10]
- Isabel Herédia, duquesa de Bragança
- João Alfredo Ratton - Empresário [carece de fontes?]
- Rafael Losso - Ex-Vj da MTV [carece de fontes?]
- Itamar Franco - Ex-Presidente da República e governador de Minas Gerais[11][12]
- Jacques Marcovitch - ex-reitor da Universidade de São Paulo [carece de fontes?]
- João Baião - Apresentador de TV, Portugal
- João Batista de Oliveira Figueiredo - Ex-Presidente da República [carece de fontes?]
- João Faustino - Ex-Deputado Federal - Rio Grande do Norte [carece de fontes?]
- João Paulo Lima e Silva - Prefeito da Cidade do Recife [carece de fontes?]
- Jorge Lacão Costa - político [carece de fontes?]
- José Alencar Gomes da Silva - Vice- Presidente da República do governo de Luiz Inácio Lula da Silva e Empresário[13]
- José Hermano Saraiva - historiador [carece de fontes?]
- José Luís Castanheira - director-geral da Saúde [carece de fontes?]
- José Mendes Bota, político português [carece de fontes?]
- José Menéres Pimentel, ex-provedor de Justiça português [carece de fontes?]
- José Sarney Filho - ex-ministro do Meio Ambiente [carece de fontes?]
- José Tomaz Ferreira, coordenador do Gabinete de Imprensa e Relações Públicas do Instituto de Reinserção Social [carece de fontes?]
- Juca Chaves - comediante [carece de fontes?]
- Juscelino Kubitschek - Ex-Presidente da República[14]
- Luís Antônio Fleury Filho - ex-governador de São Paulo [carece de fontes?]
- Manuel Bandeira -  Poeta, crítico literário e de arte, professor de literatura e tradutor brasileiro. Foi escoteiro dos nove aos treze anos[carece de fontes?]. Nadador do Minas Tênis Clube, ganhou o título de campeão mineiro em 1939, no estilo costas[carece de fontes?].
- D. Manuel Clemente - bispo [carece de fontes?]
- Margarida Pinto Correia - jornalista, locutora de rádio, actriz [carece de fontes?]
- Maria Bethânia - cantora [carece de fontes?]
- Maria Clara Machado - escritora, autora de Pluft, o Fantasminha.[15]
- Marieta Severo - atriz [carece de fontes?]
- Mário Covas - ex-governador de São Paulo e presidente de honra da UEB [carece de fontes?]
- Miguel Filipe Mendes, médico cardiologista [carece de fontes?]
- Mozart Lago - Ex-Ministro de Estado [carece de fontes?]
- Olavo Bilac - Poeta e jornalista brasileiro, membro fundador da Academia Brasileira de Letras [carece de fontes?]
- Paulo Freitas do Amaral - politico, músico
- Peninha - cantor [carece de fontes?]
- Rafael Greca de Macedo - ex-ministro de Esportes e ex-prefeito de Curitiba [carece de fontes?]
- Roberto Requião - senador - governador do Paraná [carece de fontes?]
- Roberto Marinho - Jornalista e dono da TV Globo [carece de fontes?]
- Roberto Porto - Jornalista e escritor [carece de fontes?]
- Rodrigo Robleño - ator e palhaço. Artista do Cirque du Soleil [carece de fontes?]
- Rui Pena - político [carece de fontes?]
- Waldemir Bragança - ex-prefeito (alcaide) de Niterói [carece de fontes?]
- Washington Luís - Ex-Presidente da República [carece de fontes?]
- Zacarias - comediante de "Os Trapalhões" [carece de fontes?]
- Coelho Neto - Ex-Político e escritor. [carece de fontes?]
- Tony Bellotto - guitarrista dos Titãs [carece de fontes?]
- Zilda Arns - Fundadora da Pastoral da criança [carece de fontes?]

## Europeus

Bandeira da União Europeia

- Lord Robert Baden-Powell - militar inglês, fundador do escotismo[16]
- Rainha Elizabeth II - rainha da Inglaterra
- David Beckham - jogador de futebol
- Jacques Cousteau - biólogo francês
- J.K. Rowling - escritora inglesa
- Karol Józef Wojtyła - papa (João Paulo II)
- Keith Richards - guitarrista dos Rolling Stones
- Marcel Callo - beato francês, morreu num campo de concentração e beatificado pelo Papa João Paulo II a 4 de Outubro de 1987
- Paul McCartney - músico, ex-integrante dos Beatles
- Tony Blair - Ex-primeiro Ministro do Reino Unido
- Hergé - belga, criador do personagem Tintim
- Bear Grylls - britânco,apresentador do programa À prova de tudo,do Discovery Channel

## Norte-americanos
- Barack Obama - Primeiro presidente negro dos EUA e oitavo presidente dos EUA que foi escoteiro [carece de fontes?]
- Bill Clinton - Ex-presidente dos EUA
- Bill Gates - Fundador da Microsoft
- Buzz Aldrin (Edwin Eugene Aldrin Jr.) - Astronauta viajante da Apollo 11.
- Charles Whitman - Autor do massacre da Universidade de Texas[17]
- Fergie - Cantora
- Frederick Russell Burnham - o pai do escotismo e uma das influências mais notáveis do fundador do escotismo, Robert Baden-Powell
- George W. Bush - Ex-presidente dos EUA
- Gerald Ford - Ex-presidente dos EUA Ele foi o primeiro vice-presidente escolhido segundo os termos da 25a. Emenda, e sucedeu o primeiro presidente a renunciar o cargo.
- Harrison Ford - actor
- Henry Fonda -  actor
- Hillary Clinton - antiga primeira-dama
- James Lovell - astronauta, comandante da acidentada viagem da nave Apollo 13
- Jim Morrison – vocalista dos The Doors
- John Glenn - astronauta e político
- John F. Kennedy - Ex-presidente dos Estados Unidos.
- Michael Jordan - ex-jogador de basketball
- Neil Armstrong - astronauta, primeiro homem a pisar na Lua.
- Steven Spielberg - director e produtor de filmes - Foi Presidente da Boy Scouts Of America
- Madonna - cantora
- Walt Disney- fundador da Walt Disney Company
- Alfred Kinsey - cientista pioneiro nos estudos sobre o comportamento sexual humano.

## Outros Países
- Muhammad Yunus - Nascido em Bangladesh. O Banqueiro dos Pobres e Prêmio Nobel da Paz 2006. Em seu livro, na pg 57, explica como o Escotismo foi importante em sua vida.
- Michael Hutchence - Nascido em Sydney, Austrália,vocalista da banda INXS.
- Muammar al-Gaddafi - Ex-presidente da Líbia.
- Shigeru Miyamoto - Japonês, criador do Super Mario
- Joko Widodo - 6° Presidente da Indonésia

## Escoteiros fictícios
- Bart Simpson - Da série Os Simpsons
- Gil Pender,do filme Midnight in Paris
- Homer Simpson - Da série Os Simpsons
- Huguinho, Zezinho e Luisinho - Sobrinhos do Pato Donald
- Franklin, da série de mesmo nome
- Junior, protagonista da trilogia O Pestinha
- Lester Burnham, protagonista do filme Beleza Americana
- Lulu Plummer, do filme Operação Babá
- Indiana Jones, do filme Indiana Jones e a Última Cruzada
- Tintim - Da série As Aventuras de Tintim
- Doug - Da série Doug
- James T. Kirk - Da série Jornada nas Estrelas

## Citações
1. ↑  http://www.anda.jor.br/05/07/2010/a-atriz-adriana-birolli-relata-as-gargalhadas-como-torturou-e-matou-animais-durante-atividade-do-escotismo
2. 1 2  «UEB-RJ Escoteiros Famosos». Consultado em 29 de março de 2012. Arquivado do original em 23 de julho de 2013
3. ↑  http://nilodiasreporter.blogspot.com/2011/02/craque-marinheiro-e-escoteiro.html
4. ↑  «Cópia arquivada». Consultado em 29 de junho de 2011. Arquivado do original em 30 de outubro de 2011
5. ↑  «Cópia arquivada». Consultado em 29 de março de 2012. Arquivado do original em 23 de julho de 2013
6. ↑  http://www.sampa.art.br/biografias/fernandosabino/
7. ↑  «História :: Grupo Escoteiro do Ar América 58º PR». gearamerica58pr.webnode.page. Consultado em 19 de junho de 2022
8. 1 2 3  «Escoteiros Famosos - G». Escoteiros do Brasil. 24 de agosto de 2022. Consultado em 3 de janeiro de 2023
9. ↑  «Cópia arquivada». Consultado em 3 de fevereiro de 2012. Arquivado do original em 19 de dezembro de 2011
10. ↑  http://blogdovelholobo.blogspot.com/2009_08_01_archive.html
11. ↑  http://www.almg.gov.br/not/bancodenoticias/not_628986.asp
12. ↑  http://museuescoteiro.webnode.com/escoteiros-famosos/
13. ↑  http://www.escoteiros.org.br/noticias/noticia_detalhe.php?id=159
14. ↑  «Cópia arquivada». Consultado em 29 de junho de 2011. Arquivado do original em 1 de outubro de 2011
15. ↑  «Cópia arquivada». Consultado em 23 de novembro de 2011. Arquivado do original em 30 de abril de 2009
16. ↑  «Cópia arquivada». Consultado em 29 de junho de 2011. Arquivado do original em 17 de setembro de 2011
17. ↑  Revista Veja